# Košarkaški klub Crvena zvezda 2024-2025
Questa voce raccoglie le informazioni riguardanti il  Košarkaški klub Crvena zvezda nelle competizioni ufficiali della stagione 2024-2025.

## Stagione
La stagione 2024-2025 del Košarkaški klub Crvena zvezda è la 19ª nel massimo campionato serbo di pallacanestro, la Košarkaška liga Srbije.

## Roster
Aggiornato al 12 settembre 2024.
| Crvena zvezda Meridianbet 2024-25 | Crvena zvezda Meridianbet 2024-25 |
| Giocatori                         | Staff tecnico                     |
| --------------------------------- | --------------------------------- |

| N. | Naz.                                                | Ruolo | Nome                 | Anno | Alt.   | Peso   |  |
| -- | --------------------------------------------------- | ----- | -------------------- | ---- | ------ | ------ |  |
| 0  | Stati Uniti (bandiera) · Bulgaria (bandiera)        | P     | Codi Miller-McIntyre | 1994 | 191 cm | 90 kg  |  |
| 1  | Stati Uniti (bandiera)                              | AC    | John Brown           | 1992 | 203 cm | 98 kg  |  |
| 3  | Stati Uniti (bandiera)                              | G     | Isaiah Canaan        | 1991 | 183 cm | 91 kg  |  |
| 4  | Serbia (bandiera)                                   | P     | Miloš Teodosić       | 1987 | 196 cm | 90 kg  |  |
| 7  | Serbia (bandiera)                                   | AP    | Dejan Davidovac      | 1995 | 203 cm | 95 kg  |  |
| 9  | Serbia (bandiera)                                   | AG    | Luka Mitrović        | 1993 | 205 cm | 105 kg |  |
| 10 | Serbia (bandiera)                                   | GA    | Branko Lazić (C)     | 1989 | 195 cm | 91 kg  |  |
| 12 | Serbia (bandiera)                                   | A     | Nikola Kalinić       | 1991 | 202 cm | 105 kg |  |
| 13 | Serbia (bandiera)                                   | AP    | Ognjen Dobrić        | 1994 | 200 cm | 93 kg  |  |
| 21 | Russia (bandiera)                                   | C     | Joel Bolomboy        | 1994 | 203 cm | 106 kg |  |
| 22 | Bosnia ed Erzegovina (bandiera) · Serbia (bandiera) | AG    | Dalibor Ilić         | 2000 | 205 cm | 94 kg  |  |
| 24 | Stati Uniti (bandiera)                              | AG    | Mike Daum            | 1995 | 206 cm | 107 kg |  |
| 30 | Serbia (bandiera)                                   | AC    | Filip Petrušev       | 2000 | 211 cm | 106 kg |  |
| 31 | Lituania (bandiera)                                 | AP    | Rokas Giedraitis     | 1992 | 201 cm | 88 kg  |  |
| 33 | Serbia (bandiera)                                   | C     | Uroš Plavšić         | 1998 | 217 cm | 120 kg |  |
| 36 | Serbia (bandiera)                                   | G     | Nemanja Nedović      | 1991 | 191 cm | 87 kg  |  |
| 47 | Serbia (bandiera)                                   | G     | Andrej Kostić        | 2006 | 198 cm | 88 kg  |  |
| 99 | Brasile (bandiera)                                  | P     | Yago                 | 1999 | 176 cm | 78 kg  |  |

| Allenatore                                                                                            |
| - Giannīs Sfairopoulos                                                                                |
| Assistente/i                                                                                          |
| - Vasilīs Geragotellīs - Tomislav Tomović Legenda - (C) Capitano - (IN) Inattivo - Infortunato Roster |

## Mercato

### Sessione estiva
| Acquisti | Acquisti             | Acquisti       | Acquisti      | Acquisti |
| R.a      | Nome                 | da             | Modalità      |          |
| -------- | -------------------- | -------------- | ------------- | -------- |
| P        | Codi Miller-McIntyre | Saski Baskonia | svincolato    |          |
| PG       | Isaiah Canaan        | Olympiakos     | svincolato    |          |
| AP       | Ognjen Dobrić        | Virtus Bologna | svincolato    |          |
| A        | Nikola Kalinić       | Barcellona     | svincolato    |          |
| AG       | Mike Daum            | Anadolu Efes   | svincolato    |          |
| C        | Uroš Plavšić         | Mega Belgrado  | svincolato    |          |
| C        | Marko Simonović      | Beşiktaş       | fine prestito |          |

| Cessioni | Cessioni          | Cessioni          | Cessioni       | Cessioni |
| R.       | Nome              | a                 | Modalità       |          |
| -------- | ----------------- | ----------------- | -------------- | -------- |
| P        | Javonte Smart     | Free agent        | fine contratto |          |
| P        | Nikola Topić      | Oklahoma Thunder  | fine contratto |          |
| GA       | Ádám Hanga        | Joventut Badalona | rescissione    |          |
| AP       | Stefan Lazarević  | FMP Belgrado      | rescissione    |          |
| AG       | Trey Thompkins    | Coruña            | fine contratto |          |
| C        | Freddie Gillespie | N.Z. Breakers     | fine contratto |          |
| C        | Marko Simonović   | Bahçeşehir Koleji | fine contratto |          |
| C        | Mike Tobey        | Gran Canaria      | fine contratto |          |

### Dopo l'inizio della stagione
| Acquisti | Acquisti       | Acquisti   | Acquisti         | Acquisti   |
| R.       | Nome           | da         | Data             | Modalità   |
| -------- | -------------- | ---------- | ---------------- | ---------- |
| AC       | Filip Petrušev | Olympiakos | 23 ottobre 2024  | prestito   |
| AC       | John Brown     | Free agent | 10 dicembre 2024 | svincolato |

| Cessioni | Cessioni     | Cessioni | Cessioni         | Cessioni |
| R.       | Nome         | a        | Data             | Modalità |
| -------- | ------------ | -------- | ---------------- | -------- |
| C        | Uroš Plavšić | Beşiktaş | 27 dicembre 2024 | prestito |